# Surat (Puy-de-Dôme)
Surat ist eine Gemeinde mit 611 Einwohnern (Stand: 1. Januar 2022) im zentralfranzösischen Département Puy-de-Dôme in der Region Auvergne-Rhône-Alpes. Die Gemeinde gehört zum Arrondissement Riom und zum Kanton Aigueperse (bis 2015: Kanton Ennezat).

## Lage
Surat liegt etwa 21 Kilometer nordöstlich von Clermont-Ferrand und etwa elf Kilometer ostnordöstlich von Riom in der Limagne. Umgeben wird Surat von den Nachbargemeinden Thuret im Norden, Saint-André-le-Coq im Osten und Nordosten, Saint-Ignat im Süden, Martres-sur-Morge im Westen sowie Sardon im Nordwesten.

## Weblinks

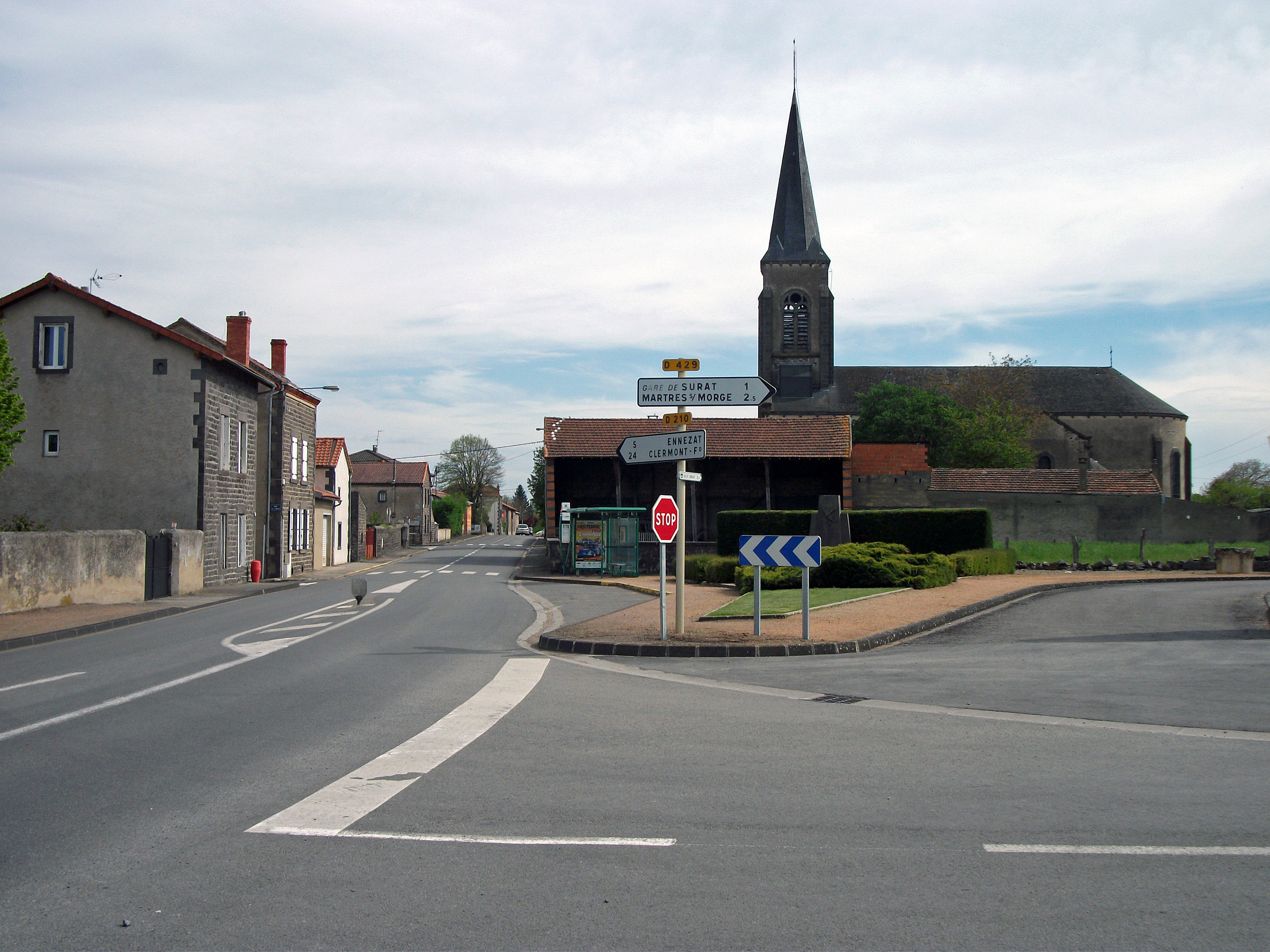
Kirche

## Bevölkerungsentwicklung
| Jahr                       | 1962 | 1968 | 1975 | 1982 | 1990 | 1999 | 2006 | 2013 |
| Einwohner                  | 304  | 326  | 333  | 376  | 403  | 393  | 488  | 558  |
| Quellen: Cassini und INSEE |      |      |      |      |      |      |      |      |

## Sehenswürdigkeiten
- Kirche